# 帕卡茹斯
帕卡茹斯（葡萄牙語：Pacajus）是巴西塞阿拉州的一个市镇。总面积254.435平方公里，总人口53571人，人口密度210.5人/平方公里。